# Lanchas de desembarque médias

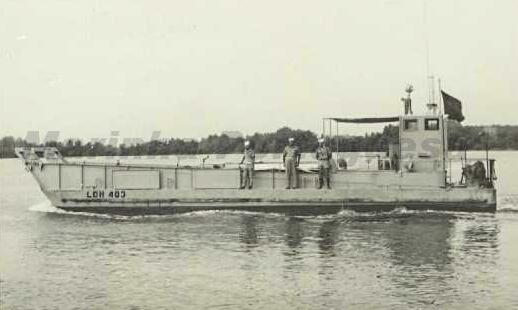
LDM 403

Lanchas de desembarque médias ou LDM é um tipo de lancha que foi utilizada pela marinha portuguesa durante a Guerra Colonial Portuguesa.
Desde 1961 a 1976, foram construídas nos estaleiros portugueses 65 lanchas LDM.
O papel destas lanchas foi de extrema importância, principalmente na ex-Guiné Portuguesa, devido à rede hidrográfica do território.

## Armamento
- Uma Oerlinkon Mk II de 20 mm
- duas metralhadoras MG 42

## Características
- Velocidade máxima - 9 nós
- Capacidade de transporte - 80 homens

## Classes de LDM's
- LDM 100
- LDM 200
- LDM 300
- LDM 400